# Louis Charles de La Trémoille
Louis Charles de La Trémoille (* 26. Oktober 1838 in Paris; † 4. Juli 1911 ebenda), 9. Herzog von Thouars, 8. Herzog von La Trémoïlle, 11. Fürst von Tarent, 15. Fürst von Talmont und 15. Graf von Laval war ein französischer Aristokrat und der Sohn von Charles Bretagne Marie Joseph de La Trémoille und seiner dritten Frau Valentine Eugénie Joséphine Walsh de Serrant.
Louis Charles war auch ein Archivar, Bibliophiler und Sammler.

## Leben

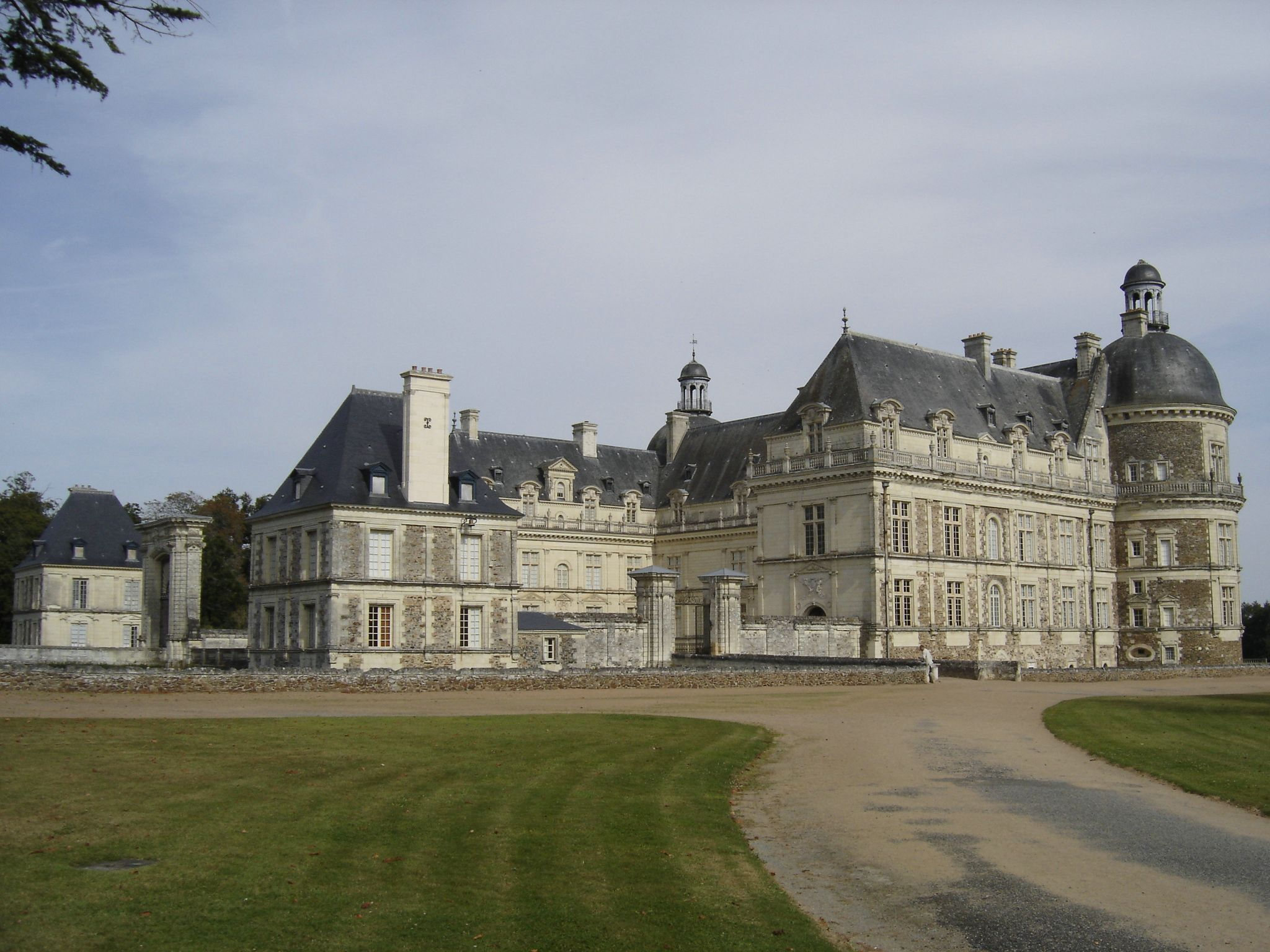
Schloss Serrant an der Loire

Louis Charles de La Trémoille wurde im 75. Lebensjahr seines Vaters geboren und erwarb dessen Titel bereits ein Jahr später, am 10. November 1839. Er wurde Historiker und 1889 zum Mitglied der Académie des inscriptions et belles-lettres ernannt. Er widmete sich den Archiven seiner Familie, die im Schloss Serrant aufbewahrt wurden, und gewährte auch Forschern Zugang zu ihnen, insbesondere Paul Marchegay (1812–1885) und Hugues Imbert (1822–1882).
Am 23. August 1886 eskortierte Louis Charles in Begleitung seines Freundes Henry Le Tonnelier de Breteuil, Marquis de Breteuil, Louis Philippe Robert d’Orléans, duc d’Orléans, und verschiedene andere Angehörige des Hauses Orléans, die dem Verbannungsgesetz unterlagen, von Schloss Eu nach Le Tréport, wo sie sich nach England einschiffen sollten.

## Ehe und Familie
Am 2. Juli 1862 heiratete er Marguerite-Jeanne Tanneguy-Duchâtel (* 16. Dezember 1840; † 19. September 1913), Tochter des Grafen Charles Marie Tanneguy Duchâtel, ehemaliger Minister von König Louis-Philippe, und seiner Frau Rosalie („Eglé“) Paulée; sie hatten zwei Kinder:
- Louis-Charles-Marie de La Trémoille (1863–1921), der ihm folgte.
- Charlotte de La Trémoille (1864–1944); ⚭ Charles Marie François de La Rochefoucauld (1863–1907), den 7. Herzog von Estrées.

## Literarische Rolle
In Marcel Prousts Romanfolge Auf der Suche nach der verlorenen Zeit erscheint der Herzog als Freund des Romanhelden Charles Swann, mit dessen realem Vorbild, dem Kunstkenner Charles Haas (1832–1902), er tatsächlich befreundet war.

## Werke
- Les La Trémoïlle pendant cinq siècles, Band 1 : Guy VI et Georges (1343-1446), Band 2 : Louis I, Louis II, Jean et Jacques (1431-1525), Band 3 : Charles, François et Louis III (1485-1577), Band 4, Band 5 : Charles-Louis-Bretagne, Charles-Armand-René, Jean-Bretagne, Charles-Godefroy et Charles, Bretagne-Marie-Joseph de La Trémoïlle (1685-1839), Nantes, Émile Grimaud éditeur-imprimeur, 1890–1896.
- Archives d'un serviteur de Louis XI. Documents et lettres, 1451–1481. Publiés d'après les originaux par Louis de La Trémoïlle, Genève, Mégariotis reprints, 1978, Faksimilie der Ausgabe Nantes, Émile Grimaud, 1888, (Gallica.bnf.fr)
- Correspondance de Charles VIII et de ses conseillers avec Louis II de La Tremoïlle pendant la Guerre de Bretagne (1488). Publiée d'après les originaux, 1875.
- Livre de comptes. 1395–1406, 1887.
- Inventaire de François de La Tremoïlle, (1542) et comptes d'Anne de Laval. Publiés d'après les originaux. Édité par Grimaud, 1887.